# Nguyễn Trung Thu (trung tướng)
Nguyễn Trung Thu (sinh năm 1954) quê ở Hòa Vang, là một cựu sĩ quan cấp cao trong Quân đội nhân dân Việt Nam, hàm Trung tướng, nguyên Tư lệnh Quân đoàn 3, nguyên Tư lệnh Quân khu 5, nguyên Phó Tổng Tham mưu trưởng.

## Thân thế và sự nghiệp
Năm 2002, bổ nhiệm giữ chức phó Cục Trưởng Cục Tác Chiến BTTM
Năm 2005, bổ nhiệm giữ chức Tư lệnh Quân đoàn 3
Năm 2007, bổ nhiệm giữ chức Tư lệnh Quân khu 5
Năm 2010, bổ nhiệm giữ chức Phó Tổng Tham mưu trưởng.
Năm 2014, ông nghỉ hưu
Thiếu tướng (2003), Trung tướng (2007)

## Khen thưởng
Danh hiệu Anh hùng Lực lượng vũ trang nhân dân thời kỳ đổi mới (2012)